# Carlos da Silva
Carlos Da Silva (sinh ngày 22 tháng 1 năm1984) là một cầu thủ bóng đá từ Bồ Đào Nha hiện tại thi đấu ở vị trí tiền vệ cho câu lạc bộ Thụy Sĩ Rapperswil-Jona tại 1. Liga Classic.